# Осиново (Нікольський район)
Оси́ново (рос. Осиново) — присілок у складі Нікольського району Вологодської області, Росія. Входить до складу Краснополянського сільського поселення.

## Населення
Населення — 297 осіб (2010; 309 у 2002).
Національний склад (станом на 2002 рік):
- росіяни — 100 %